# Trotte Karlsson (Eka)
Trotte Karlsson (Eka), riddare och riksråd, stupad i slaget vid Brunkeberg 10 oktober 1471. Son till Karl Magnusson (Eka) och Birgitta Arentsdotter (Pinnow).

## Biografi
Trotte Karlsson (Eka) var son till Karl Magnusson (Eka) och Birgitta Arentsdotter (Pinnow). Han nämns första gången 1464 och var då riddare. Trotte Karlsson blev riksråd senast 1467.
Trotte Karlsson var riddare 1 juli 1464 och riksråd 21 september 1467. Under  Karl Knutssons sista kungaperiod innehade han Ringstadaholms slott. Han tillhörde 1464 den fängslade ärkebiskopen Jöns Bengtssons anhängare i striden mot kung Kristian I, och var med om att återkalla Karl Knutsson till Sverige och tronen. Han står under de följande åren på skiftande sidor i striderna mellan Kristian och de svenska stormännen, men stod 1471 på Kristians sida inför och i slaget vid Brunkeberg, där han stupade. 
Han uppges ha satt sig ned för att vila och skall när han slog upp sin hjälm ha träffats av ett bösslod mellan ögonen. Han blev begravd i Uppsala domkyrka.

### Egendom
Trotte Karlssnon ägde från 1469 Ringstaholms slott i Norrköping.